# Chef (film 2012)
Chef (Comme un chef) è un film del 2012 diretto da Daniel Cohen.
Il film è una commedia che vede per protagonisti due cuochi, interpretati da Jean Reno e Michaël Youn, il cui incontro cambierà in positivo il destino di entrambi.

## Trama
Il più grande sogno del giovane Jacky Bonnot è riuscire un giorno a trasformare il suo innato talento ai fornelli in un'attività che gli permetta di lasciarsi alle spalle le difficoltà che ha attraversato e che lo hanno portato a svolgere i lavori più disparati, finendo sempre con l'essere licenziato per via della sua intransigenza culinaria.
Alexandre Lagarde è un grande chef in crisi di ispirazione. Il suo ristorante Cargo Lagarde si fregia di ben tre stelle ma il giovane ed ambizioso proprietario Stanislas Matter è pronto a sostituirlo. Lagarde non si piega alle politiche imprenditoriali che, dietro alla facciata di una "cucina innovativa", nascondono la volontà di tagliare drasticamente i costi delle materie prime. In vista dell'annuale rinnovo del menù, Matter minaccia di estromettere Lagarde se il ristorante perderà una stella, e nel frattempo gli mette contro i fornitori e manda via i suoi due storici aiutanti.
Dopo l'ennesimo licenziamento, Jacky Bonnot accetta un tranquillo impiego di sei mesi come imbianchino in una residenza per anziani. Ovviamente, la sua attrazione verso la cucina lo porta presto ad interessarsi dei pasti degli anziani ospiti, tra i quali c'è il vecchio Paul Matter, padre di Stanislas, al quale Lagarde va a far visita e dal quale apprende le novità introdotte da Jacky nella cucina della struttura. Intuito subito il suo valore, Lagarde  prende con sé Jacky per uno stage non retribuito. Il giovane corona così il suo sogno di lavorare con il cuoco che da sempre adora, ma non sa come confessarlo alla sua compagna Béatrice, in attesa del loro primo figlio.
Jacky decide di non svelare nulla alla compagna e inizia a lavorare con Lagarde. Dopo qualche inevitabile battibecco iniziale, le cose vanno alla grande. Quando però Béatrice lo scopre, lo lascia e torna dai genitori a Nevers.
In un succedersi serrato di avvenimenti, Lagarde capisce cosa veramente desidera nella sua vita, riscoprendo l'affetto per la figlia Amandine, e lasciando il suo ristorante nelle mani del giovane e talentuoso Bonnot, per darsi ad una nuova avventura professionale a Nevers, dove ritrovare l'amore e l'ispirazione assieme alla bella Carole, proprietaria di un ristorante in città.
Jacky finalmente può sfoderare tutto il suo talento creativo fino ad allora inespresso e riconquistare anche l'amore di Béatrice, che nel frattempo lo ha reso padre.
Paul Matter, infine, riprende il controllo delle attività di famiglia, relegando il figlio a lavorare in cucina.

## Distribuzione
Il film è stato distribuito nelle sale italiane a partire dal 22 giugno 2012.